# Ulmus laciniata
Ulmus laciniata — вид квіткових рослин з родини в'язових (Ulmaceae). Поширення: Китай, Японія, Корея (Північна й Південна), Східний Сибір.

## Біоморфологічна характеристика
Це дерево заввишки до 27 метрів, в діаметрі до 50 см, листопадне. Кора темно-сірувато-коричнева до сірої, поздовжньо тріщинувата, злегка поздовжньо відшаровується лусочками. Гілочки блідо-коричнево-сірі, сірувато-коричневі або червонувато-коричневі, запушені в молодому віці, потім ± голі, безкрилі. Ніжка листка 2–5 мм, гола або запушена. Листкова пластинка оберненояйцеподібна, зворотно-трикутно-еліптична або довго оберненояйцеподібно-округла, 7–18 × 4–14 см, знизу запушена, зверху волосиста, але рідко наприкінці сезону, основа коса, край війчастий і глибоко подвійно пилчастий, верхівка ± усічена, різко хвостато-загострена, часто з 1–3 хвостатими частками з кожного боку, або іноді верхівка закруглена; вторинні жилки 10–17 з кожного боку від середньої жилки. Суцвіття зібрані в пучки на гілочках другого року. Оцвітина дзвоноподібна, 5-лопатева, гола або кінчики часток війчасті. Крилатки рудувато-коричневі або блідо-зелені, від еліптичних до округло-еліптичних, 1.5–2 × 1–1.4 см; ніжка коротша за оцвітину, гола; оцвітина стійка. Насіння в центрі або трохи ближче до основи крилатки. Період цвітіння та плодіння: квітень і травень. 2n = 28.

## Середовище
Зростає на висотах від 700 до 2200 метрів.

## Галерея

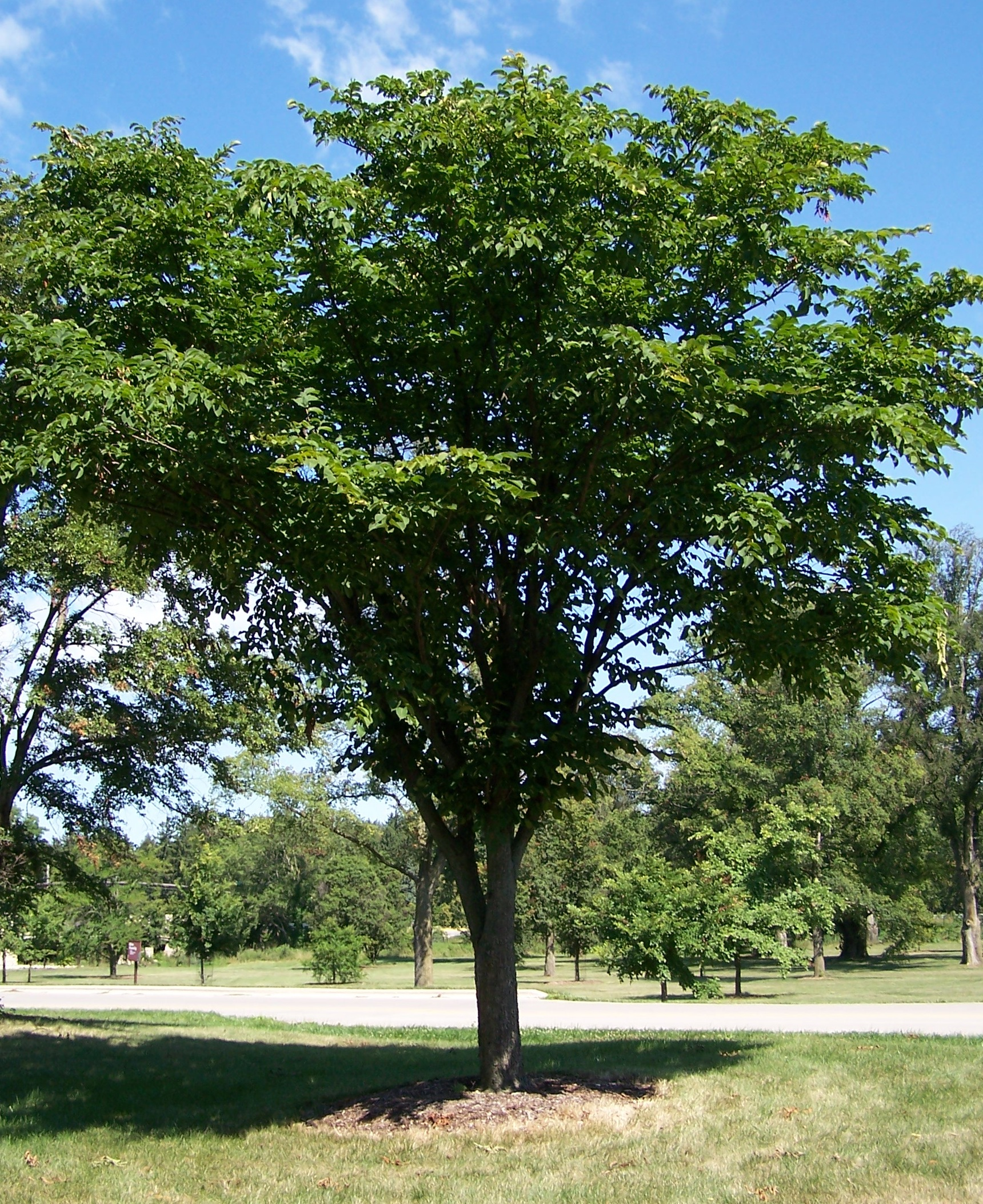
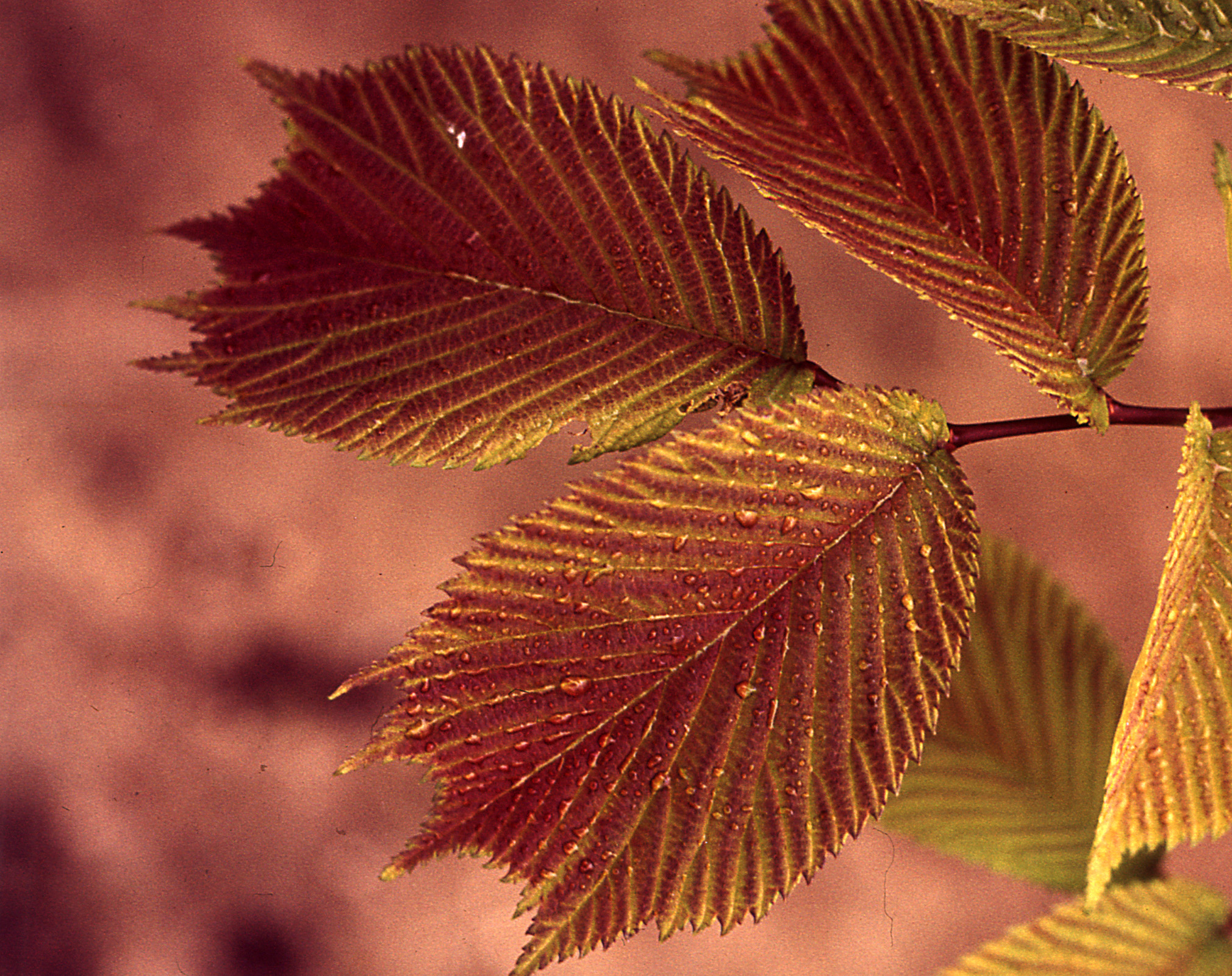
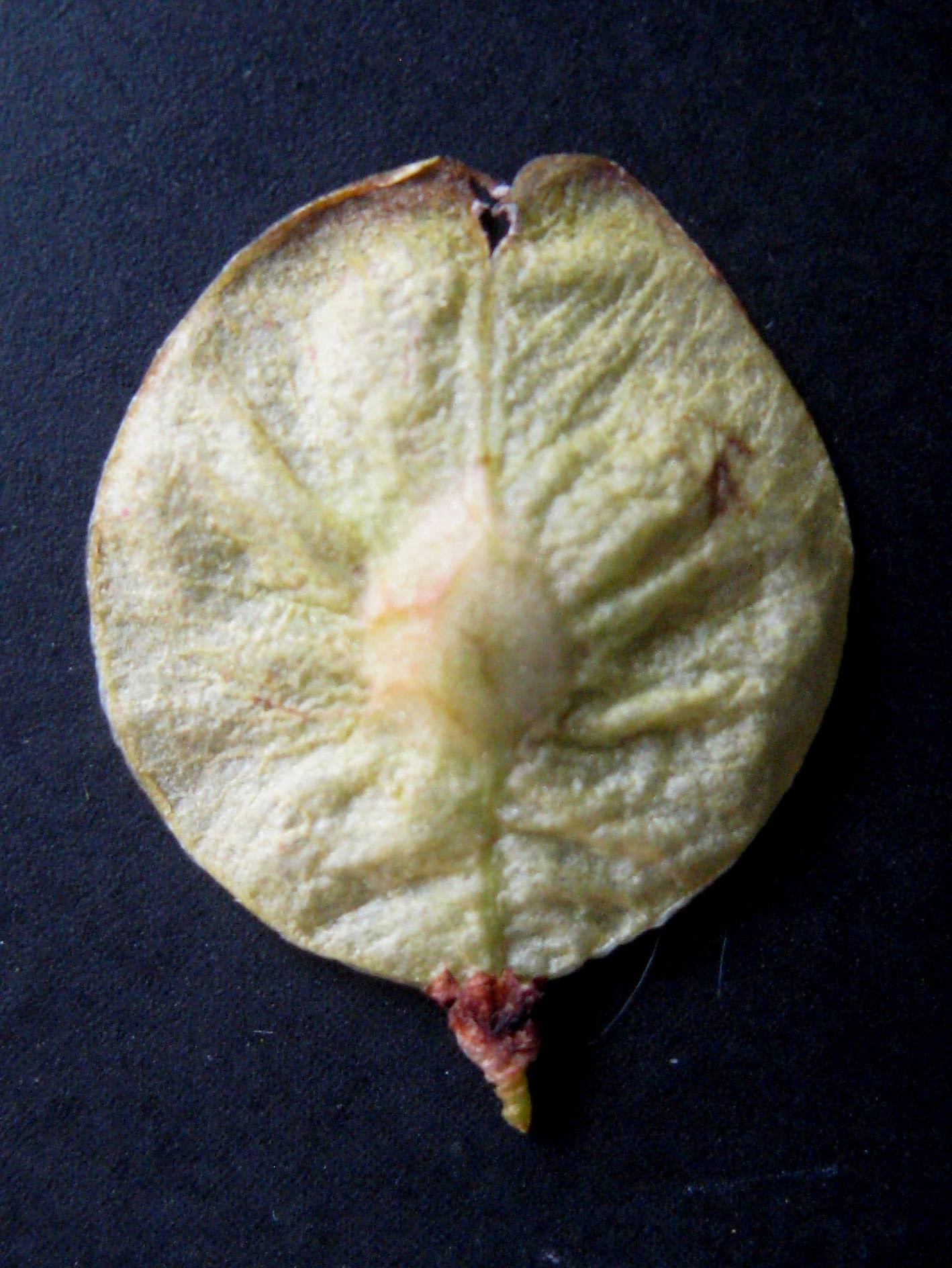